# Torneio Touchdown 2015
O Torneio Touchdown 2015 foi a sétima e última edição de um dos campeonatos nacionais de futebol americano do Brasil. O outro torneio foi a Superliga Nacional.
O Timbó Rex sagrou-se campeão pela primeira vez ao derrotar na final o campeão do ano anterior Vasco da Gama Patriotas que havia derrotado o próprio Timbó Rex.

## Fórmula de disputa
Esta edição teve a participação de 16 equipes, diferentemente de 2014, onde o torneio contava com 20. As equipes foram divididas em duas conferências com dois grupos de quatro equipes cada: Conferência Norte (Grupos A e B) Conferência Sul (Grupos C e D). As equipes vencedoras dos seus grupos estão classificadas para os Playoffs, bem como as duas equipes melhores classificadas dentro de cada conferência, independentemente do grupo. As oito equipes classificadas jogam no sistema mata-mata em jogo único, com mando de campo do time de melhor campanha, até a grande final.

## Participantes
Neste ano algumas equipes deram adeus ao torneio e outras entraram na disputa. Brasília V8, Campo Grande Gravediggers, Ipatinga Tigres, Porto Alegre Bulls, Uberlândia Lobos e Vitória Antares disputaram a competição em 2014 e não estiveram presentes nesta edição, em compensação UFPR Brown Spiders e Rio Branco FA passaram a fazer parte do campeonato.
| Equipe                   | Cidade         |
| ------------------------ | -------------- |
| Botafogo Challengers     | Ribeirão Preto |
| Botafogo Reptiles        | Rio de janeiro |
| Corinthians Steamrollers | São Paulo      |
| Flamengo FA              | Rio de janeiro |
| Jaraguá Breakers         | Jaraguá do Sul |
| Juventude FA             | Caxias do Sul  |
| Lusa Lions               | São Paulo      |
| Minas Locomotiva         | Belo Horizonte |
| Paraná HP                | Curitiba       |
| Rio Branco FA            | Serra          |
| Santos Tsunami           | Santos         |
| Timbó Rex                | Timbó          |
| Tubarões do Cerrado      | Brasília       |
| UFPR Brown Spiders       | Curitiba       |
| Vasco da Gama Patriotas  | Rio de Janeiro |
| Vila Velha Tritões       | Vila Velha     |

## Classificação da Primeira Fase
Legenda
|  |                               |
|  | Classificado para os Playoffs |

 Campeão de Conferência
# Indicada a Classificação Geral

### Conferência Norte
| 1 | Vila Velha Tritões #2 | 7 | 7 | 0 | 251 | 109 | 142  |
| 2 | Botafogo Reptiles     | 7 | 2 | 5 | 147 | 212 | -65  |
| 3 | Rio Branco FA         | 7 | 2 | 5 | 80  | 270 | -190 |
| 4 | Minas Locomotiva      | 7 | 1 | 6 | 86  | 261 | -175 |

| 1 | Vasco da Gama Patriotas #3 | 7 | 5 | 2 | 185 | 79  | 106 |
| 2 | Flamengo FA #5             | 7 | 5 | 2 | 205 | 116 | 89  |
| 3 | Santos Tsunami #7          | 7 | 4 | 3 | 213 | 151 | 62  |
| 4 | Tubarões do Cerrado        | 7 | 3 | 4 | 163 | 156 | 7   |

### Conferência Sul
| 1 | Lusa Lions #4            | 7 | 5 | 2 | 176 | 134 | 42   |
| 2 | Paraná HP #6             | 7 | 5 | 2 | 163 | 81  | 82   |
| 3 | Corinthians Steamrollers | 7 | 1 | 6 | 83  | 193 | -110 |
| 4 | Botafogo Challengers     | 7 | 0 | 7 | 80  | 197 | -117 |

| 1 | Timbó Rex #1        | 7 | 7 | 0 | 214 | 55  | 159 |
| 2 | Jaraguá Breakers #8 | 7 | 4 | 3 | 142 | 86  | 56  |
| 3 | Juventude FA        | 7 | 3 | 4 | 160 | 201 | -41 |
| 4 | UFPR Brown Spiders  | 7 | 2 | 5 | 79  | 126 | -47 |

## Playoffs
Em itálico, os times que possuem o mando de campo e em negrito os times classificados.
|  | Quartas-de-final | Quartas-de-final        | Quartas-de-final        |                         |                    | Semifinais | Semifinais | Semifinais |  |  | Final | Final     | Final |
|  |                  |                         |                         |                         |                    |            |            |            |  |  |       |           |       |
|  |                  | Timbó Rex               | 60                      |                         |                    |            |            |            |  |  |       |           |       |
|  |                  | Jaraguá Breakers        | 00                      |                         |                    |            |            |            |  |  |       |           |       |
|  |                  | Jaraguá Breakers        | 00                      |                         | Timbó Rex          | 20         |            |            |  |  |       |           |       |
|  |                  |                         |                         |                         | Timbó Rex          | 20         |            |            |  |  |       |           |       |
|  |                  |                         | Flamengo FA             | 14                      |                    |            |            |            |  |  |       |           |       |
|  |                  | Lusa Lions              | Flamengo FA             | 14                      | 00                 |            |            |            |  |  |       |           |       |
|  |                  | Lusa Lions              |                         |                         | 00                 |            |            |            |  |  |       |           |       |
|  |                  | Flamengo FA             | 40                      |                         |                    |            |            |            |  |  |       |           |       |
|  |                  |                         |                         |                         |                    |            |            |            |  |  |       | Timbó Rex | 28    |
|  |                  |                         |                         | Vasco da Gama Patriotas | 09                 |            |            |            |  |  |       |           |       |
|  |                  | Vasco da Gama Patriotas | 10                      |                         |                    |            |            |            |  |  |       |           |       |
|  |                  | Paraná HP               | 06                      |                         |                    |            |            |            |  |  |       |           |       |
|  |                  | Paraná HP               | 06                      |                         | Vila Velha Tritões | 14         |            |            |  |  |       |           |       |
|  |                  |                         |                         |                         | Vila Velha Tritões | 14         |            |            |  |  |       |           |       |
|  |                  |                         | Vasco da Gama Patriotas | 28                      |                    |            |            |            |  |  |       |           |       |
|  |                  | Vila Velha Tritões      | Vasco da Gama Patriotas | 28                      | 40                 |            |            |            |  |  |       |           |       |
|  |                  | Vila Velha Tritões      |                         |                         | 40                 |            |            |            |  |  |       |           |       |
|  |                  | Santos Tsunami          | 15                      |                         |                    |            |            |            |  |  |       |           |       |

### Quartas de finais
| 22 de novembro | Timbó Rex | 60 – 00   | Jaraguá Breakers | Complexo Esportivo T-Rex, Timbó-SC |
| 15:00          |           | Relatório |                  |                                    |

| 22 de novembro | Lusa Lions | 00 – 40   | Flamengo FA | Estádio do Canindé, São Paulo-SP |
| 14:00          |            | Relatório |             |                                  |

| 22 de novembro | Vasco da Gama Patriotas | 10 – 06   | Paraná HP | Estádio Leônidas da Silva, Rio de Janeiro-RJ |
| 15:00          |                         | Relatório |           |                                              |

| 22 de novembro | Vila Velha Tritões | 40 – 15   | Santos Tsunami | Estádio Salvador Costa, Vitória-ES |
| 10:00          |                    | Relatório |                |                                    |

### Semifinais
| 6 de dezembro | Timbó Rex | 20 – 14   | Flamengo FA | Complexo Esportivo T-Rex, Timbó-SC |
| 13:00         |           | Relatório |             |                                    |

| 6 de dezembro | Vila Velha Tritões | 14 – 28   | Vasco da Gama Patriotas | Estádio Salvador Costa, Vitória-ES |
| 14:00         |                    | Relatório |                         |                                    |

### Final
| 19 de dezembro | Timbó Rex | 28 – 09   | Vasco da Gama Patriotas | Estádio Doutor Hercílio Luz, Itajaí-SC |
| 16:00          |           | Relatório |                         |                                        |

## Premiações
| VII Torneio Touchdown         |
| Santa Catarina                |
| ----------------------------- |
| Timbó Rex Campeão (1º título) |

| Conferência Norte de 2015              |
| Espírito Santo (estado)                |
| -------------------------------------- |
| Vila Velha Tritões Campeão (3º título) |

| Conferência Sul de 2015       |
| Santa Catarina                |
| ----------------------------- |
| Timbó Rex Campeão (2º título) |